# O Pescador e o Gênio
O Pescador e o Gênio é um conto da coletânea As Mil e uma Noites. Compõe-se de duas sub-histórias, "O rei Yunan e o médico Duhan" e "O rei das ilhas negras e sua esposa", sendo que a primeira sub-história compõe-se de duas outras.

## O Pescador e o Gênio
Um pescador num dia azarado em que já tinha “pescado” com sua rede um burro morto e um jarro cheio de areia e lodo, na terceira tentativa recolhe do mar um vaso de cobre e, ao abrir o lacre de chumbo, sai de dentro um ifrite (gênio) que havia se rebelado contra o rei Salomão. O gênio teve de aguardar tantos séculos preso no vaso que, de raiva, jurou matar quem o libertasse. Mas o pescador, mediante um estratagema semelhante ao usado por Wotan e Loge contra o Nibelungo Alberich na ópera O Ouro do Reno de Richard Wagner, induz o gênio a retornar ao vaso e rapidamente volta a lacrá-lo. Quando o gênio implora para ser de novo libertado, o pescador, a fim de ilustrar a ingratidão que o gênio queria cometer, conta a história do rei Yunan e o médico Duban. 

## História do Rei Yunan e o Médico Duban
O rei Yunan, acometido de uma lepra, é curado pelo médico Duban. Mas o vizir invejoso insinua que o médico, com a mesma facilidade com que curou o rei, poderia agora matá-lo. Assim, o rei ordena que o médico seja decapitado, mas perde a vida ao folhear um livro envenenado que o médico entregou.
Moral da história (palavras do pescador ao gênio): “Caso o rei tivesse mantido a vida do sábio, Deus também teria mantido a sua vida. No entanto, ele rechaçou outra atitude que não fosse matá-lo, e então Deus altíssimo o matou. Também você, ó ifrit, se no início tivesse aceitado manter a minha vida, eu igualmente manteria a sua. Entretanto, você rechaçou outra atitude que não fosse matar-me, de modo que eu o matarei mantendo-o preso nesse vaso e atirando-o no fundo do mar.”
A história do rei e o médico contém duas sub-histórias. A primeira, contada pelo rei ao vizir, versa sobre o arrependimento quando se comete um ato injusto. No ramo sírio, é a história do marido ciumento que mata injustamente um papagaio que presenciou e denunciou o adultério de sua mulher (“O mercador e o papagaio”) e no ramo egípcio é a história do rei que mata injustamente seu falcão de caça que tentava protegê-lo do veneno de uma serpente.
A segunda sub-história (“O filho do rei e a ogra”), esta contada pelo vizir, é a do filho de um rei que, seguindo a orientação do vizir maldoso, perde-se no deserto e quase é morto por uma ogra. O rei manda executar o vizir. O vizir conta esta história para ilustrar o fato de que, se sua desconfiança em relação ao médico se mostrar infundada, o rei poderá perfeitamente castigá-lo.

## Continuação da História do Pescador e o Gênio
Mas depois de obter o juramento de que o gênio não o mataria, o pescador enfim volta a libertá-lo, e é conduzido pelo gênio até um lago no meio de quatro montanhas onde pesca quatro peixes coloridos: um vermelho, outro branco, outro azul e outro amarelo. Por recomendação do gênio, o pescador os leva ao sultão da cidade. Quando a cozinheira do sultão tenta fritar os peixes, a parede se abre e fatos estranhos ocorrem. O sultão pede ao pescador que o conduza ao lago onde os pescou, e acaba descobrindo um palácio de pedra negra, onde um jovem, metade humano, metade pedra negra, conta sua história.

## História do Rei das Ilhas Negras e Sua Esposa

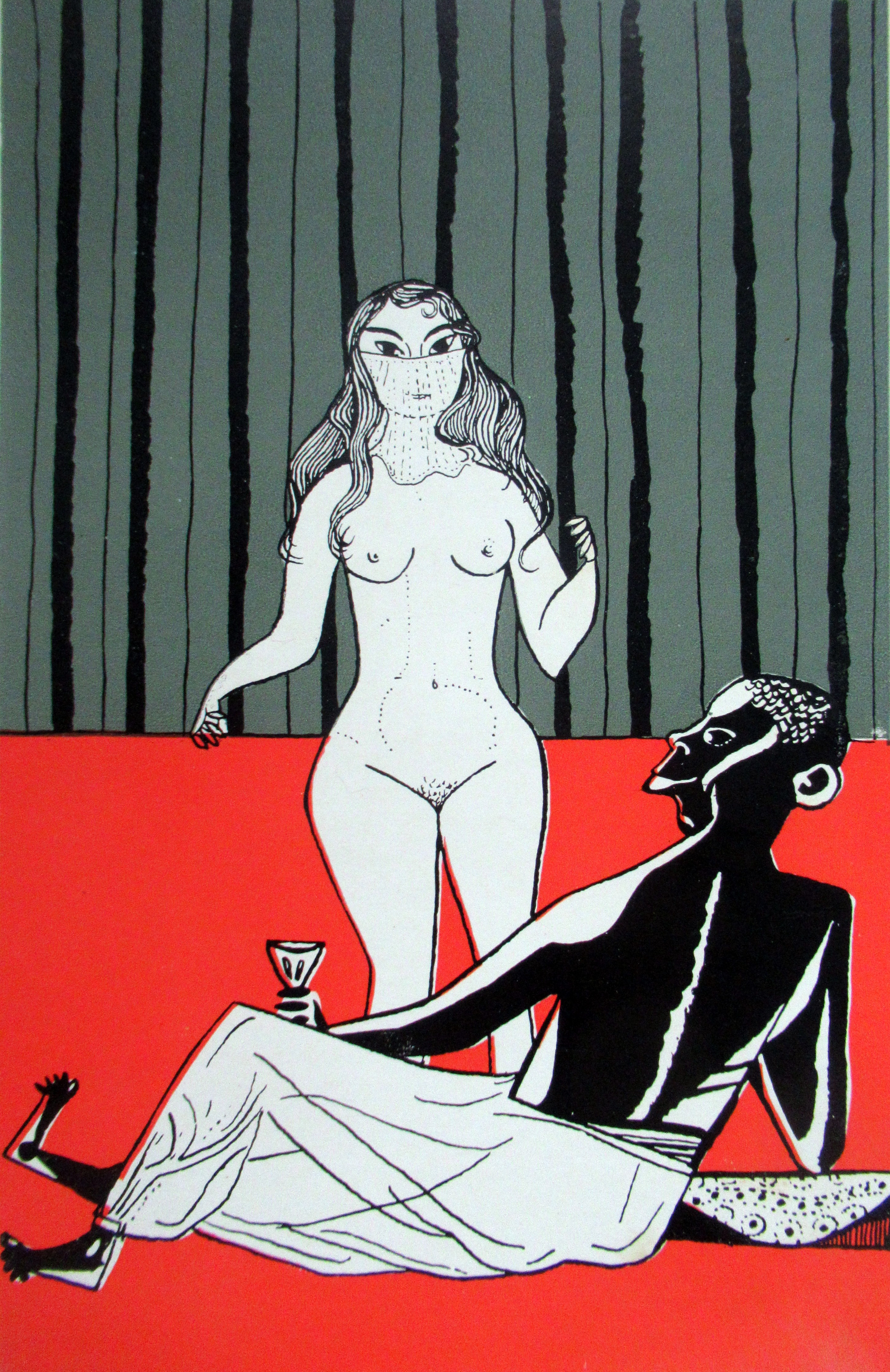
Esposa traindo o rei das Ilhas Negras com um escravo na história "O Pescador e o Gênio". Ilustração de Aldemir Martins para a edição de As Mil e Uma Noites da Editora Saraiva de 1961.

O jovem com a metade inferior do corpo transformada em pedra conta que era um rei casado com uma prima que o traía com um “negro escravo bexiguento” (conforme o texto original traduzido). Ao descobrir o adultério, tenta matar o amante, mas só consegue deixá-lo inválido. A prima, quando descobre que foi ele quem atentou contra o escravo, por meio da magia transforma o rei em metade homem e metade pedra, e transforma o povo em peixes: os brancos eram os muçulmanos, os vermelhos, os zoroástricos, os azuis, os cristãos e os amarelos, os judeus. O sultão, por meio de um estratagema, induz a prima feiticeira a desfazer os feitiços e depois a mata. O pescador é regiamente recompensado, suas duas filhas casando-se, respectivamente, com o sultão e o rei que havia sido enfeitiçado.